# Понтеричоли (Пезаро и Урбино)
Понтеричоли је насеље у Италији у округу Пезаро и Урбино, региону Марке.
Према процени из 2011. у насељу је живело 59 становника. Насеље се налази на надморској висини од 406 м.